# Iceland Lake
Iceland Lake är en sjö i Kanada.   Den ligger i Nipissing District och provinsen Ontario, i den sydöstra delen av landet, 400 km nordväst om huvudstaden Ottawa. Iceland Lake ligger 311 meter över havet. Arean är 1,1 kvadratkilometer. Den sträcker sig 1,5 kilometer i nord-sydlig riktning, och 1,9 kilometer i öst-västlig riktning.
I omgivningarna runt Iceland Lake växer i huvudsak blandskog. Trakten runt Iceland Lake är nära nog obefolkad, med mindre än två invånare per kvadratkilometer.